# Piotr Zaremba (dziennikarz)
Piotr Zaremba (ur. 23 marca 1963 w Warszawie) – polski historyk, dziennikarz, publicysta, komentator polityczny i krytyk teatralny.

## Życiorys
Absolwent studiów historycznych na Wydziale Historycznym Uniwersytetu Warszawskiego (1990), pracę magisterską Nowy Ład Roosevelta w ujęciu różnych kierunków politycznych międzywojennej Polski napisał pod kierunkiem Andrzeja Garlickiego. Działał w funkcjonującej w latach 1990–1991 partii Forum Prawicy Demokratycznej.
Przez kilka lat pracował jako nauczyciel historii w XXIII Liceum Ogólnokształcącym im. Marii Skłodowskiej-Curie w Warszawie, a w pierwszym roku prezydentury Lecha Wałęsy w Biurze Bezpieczeństwa Narodowego. Od 1991 pracuje jako dziennikarz, m.in. w „Życiu Warszawy” (w latach 1991–1996 jako reporter), „Życiu” (1996–1998 jako szef działu opinii), „Nowym Państwie” (w latach 1998–2002 jako zastępca redaktora naczelnego), „Newsweeku” (członek redakcji 2003–2010). Od października 2010 jest publicystą „Rzeczpospolitej”, od lutego 2011 do listopada 2012 był publicystą tygodnika „Uważam Rze”. Publikował także w „Gazecie Polskiej”, „Gazecie Wyborczej”, „Dzienniku”, „Polsce The Times”, „Tygodniku Powszechnym”. Od listopada 2012 publikuje w tygodniku „W Sieci”  (w latach 2015–2017 jako zastępca redaktora naczelnego).

## Książki
- Czas na akcję, Warszawa 1997 (wywiad rzeka z Marianem Krzaklewskim, przeprowadzony wspólnie z Maciejem Łętowskim).
- Młodopolacy – historia Ruchu Młodej Polski, Gdańsk 2000.
- Plama na suficie, Warszawa 2004 (horror).
- Alfabet Rokity, Kraków-Warszawa 2004 (wspólnie z Michałem Karnowskim, zapis wywiadu z Janem Rokitą).
- O dwóch takich... Alfabet braci Kaczyńskich, Kraków 2006 (wspólnie z Michałem Karnowskim, zapis wywiadu z Lechem Kaczyńskim i Jarosławem Kaczyńskimi).
- Marcinkiewicz. Kulisy władzy, Warszawa 2007 (wspólnie z Michałem Karnowskim, zapis wywiadu z Kazimierzem Marcinkiewiczem).
- Romans licealny, Warszawa 2009 (powieść zawierająca wątki autobiograficzne, opowiadająca o grupie licealistów i ich nauczycieli z przełomu lat 80. i 90. XX wieku).
- O jednym takim… Biografia Jarosława Kaczyńskiego, Warszawa 2010.
- Niepokorny, Warszawa 2012 (wywiad-rzeka z Bronisławem Wildsteinem; wspólnie z Michałem Karnowskim)[4].
- Uzbrojona demokracja. Theodore Roosevelt i jego Ameryka, Warszawa 2012.
- Demokracja w stanie wojny. Woodrow Wilson i jego Ameryka, Warszawa 2014.
- Zgliszcza. Opowieści pojałtańskie, Warszawa 2017 (powieść historyczna dotycząca dziejów politycznych Polski w latach 1945–1956).
- Horror licealny, Warszawa 2020[5].

## Dramaty teatralne
- Horror licealny, na podstawie wątków własnej powieści pod tym samym tytułem. Prawykonanie: Teatr Panopticum, 8 maja 2022, godz. 18:00, Chatka Żaka, ul. Radziszewskiego 16, Lublin (Mała Sala Widowiskowa)[6].

## Nagrody
- Statuetka NawigaTOR 2010 w plebiscycie „MediaTory” – studenckie nagrody dziennikarskie